# Due Date
Due Date is een filmkomedie uit 2010 van Todd Phillips met Robert Downey jr. en Zach Galifianakis in de hoofdrollen. Op 3 november 2010 was de Belgische première en op 4 november 2010 was de Nederlandse.

## Verhaal
Peter Highman (Robert Downey, Jr.) is op weg terug naar zijn vrouw in Los Angeles van Atlanta. Hij reist terug om op tijd terug te zijn voor de geboorte van zijn eerste kind. Door verschillende misverstanden met Ethan (Zach Galifianakis) worden Peter en Ethan verwijderd van hun vlucht richting Los Angeles. Met hun twee botsende karakters vervolgen ze hun reis richting Los Angeles met de auto.

## Rolverdeling
- Robert Downey jr. - Peter Highman
- Zach Galifianakis - Ethan Tremblay / Ethan Chase
- Michelle Monaghan - Sarah Highman
- Juliette Lewis - Heidi
- Jamie Foxx - Darryl Johnson
- RZA - Veiligheidscontroleur Vliegveld
- Todd Phillips - Barry
- Danny McBride - Lonnie